# 550e division de grenadiers
La 550e division de grenadiers (en allemand : 550. Grenadier-Division ou 550. GD) est une des divisions d'infanterie de l'armée allemande (Wehrmacht) durant la Seconde Guerre mondiale.

## Historique
La 550e division de grenadiers est formée le 11 juillet 1944 comme Sperr-Division 550 dans le Wehrkreis XI en tant qu'élément de la 29. Welle (29e vague de mobilisation).
Elle est absorbée par la 31. Grenadier-Division le 22 juillet 1944.

## Organisation

### Commandants
| Date                              | Grade        | Commandant  |
| --------------------------------- | ------------ | ----------- |
| 11 juillet 1944 - 22 juillet 1944 | Generalmajor | Ernst König |

## Théâtres d'opérations
- Allemagne : Juillet 1944

## Ordre de bataille
- Grenadier-Regiment 1100
- Grenadier-Regiment 1111
- Grenadier-Regiment 1112
- Artillerie-Regiment 1550
  - I. Abteilung
  - II. Abteilung
  - III. Abteilung
  - IV. Abteilung
- Füsilier-Kompanie 550
- Divisionseinheiten 1550